# Moncer Rouissi
Pour les articles homonymes, voir Rouissi.
Moncer Rouissi (arabe : منصر الرويسي), né le 9 septembre 1940 à Degache et mort le 5 janvier 2021 à Tunis, est un homme politique tunisien.

## Biographie
Il effectue ses études universitaires à l'université de Toulouse où il obtient au bout de quatre ans une licence en sociologie, lettres et sciences sociales ; il étudie ensuite à Paris, où il obtient au bout de six ans un diplôme de démographie générale et d'expert-démographe à l'Institut de démographie de l'université Paris 1 Panthéon-Sorbonne et un doctorat en sociologie à l'École des hautes études en sciences sociales,. Il devient un cadre dirigeant de l'Union générale des étudiants de Tunisie, que ce soit à Toulouse ou à Paris. Il a notamment l'occasion d'assister aux cours et conférences d'Alain Touraine, Pierre Bourdieu, Raymond Aron, Georges Gurvitch ou Jacques Berque.
Il retourne à Tunis en 1966 et intègre le Centre d'études et de recherches économiques et sociales. Il rédige alors de nombreux articles et études et contribue à plusieurs ouvrages collectifs. Il publie également sous son nom, entre autres, Une oasis du Sud tunisien, le Jarid, Essai d'histoire sociale (1973) — qui est sa thèse de troisième cycle soutenue à Paris (EPHE) — et Population et société au Maghreb (1977) aux éditions tunisoises de Cérès Productions. En 1979, il est sollicité par l'Organisation des Nations unies (ONU) qui l'envoie pour une mission de treize mois en Syrie ; l'ONU le nomme ensuite pour une mission au Maroc entre 1980 et 1983.
En 1987, lorsque Zine el-Abidine Ben Ali arrive au pouvoir, ce dernier fait de Rouissi son conseiller. Il l'accompagne pour sa première visite en France en 1988, puis à l'ONU en 1989. Rouissi devient le directeur de campagne de Ben Ali pour l'élection présidentielle de 1989. Il est nommé par la suite ministre des Affaires sociales, poste qu'il occupe jusqu'en 1991. En février de cette année, il devient ministre de la Culture pour huit mois. Le mois suivant, il devient ministre-conseiller à la présidence de la République. En juin de l'année suivante, il est nommé ministre de l'Emploi et de la Formation professionnelle, poste qu'il occupe jusqu'au 23 janvier 2001 lorsqu'il devient ministre de l'Éducation en remplacement d'Ahmed Iyadh Ouederni. En septembre 2002, son portefeuille prend le nom de « ministère de l'Éducation et de la Formation ». Il est finalement remplacé le 25 août 2003 par Mohamed Raouf Najar.
Le 29 septembre 2003, il est nommé ambassadeur de Tunisie en France ; il le devient officiellement le 1er novembre, et ce jusqu'au 7 mai 2005. Membre nommé de la Chambre des conseillers à partir de juillet 2005, il est le président du Comité supérieur des droits de l'homme et des libertés fondamentales à partir du 26 janvier 2007. Il est par ailleurs membre du comité central du Rassemblement constitutionnel démocratique (RCD) de juillet 2003 à la dissolution du parti le 9 mars 2011.
Avec Salah Baccari, il co-rédige le dernier discours de Zine el-Abidine Ben Ali, prononcé le 13 janvier 2011, la veille de la fuite du président en pleine révolution et où il affirme : « on m’a trompé », « je vous ai compris ». Sa nomination le 17 janvier 2011 au sein du « gouvernement d'union nationale » conduit par Mohamed Ghannouchi cristallise la colère de la population, qui exige la formation d'un gouvernement excluant les personnalités du RCD dont Moncer Rouissi est encore membre. Il quitte finalement le RCD le 20 janvier 2011, puis le gouvernement le 27 janvier.
Neveu de Youssef Rouissi, il est marié et père d'un enfant. Il est un grand admirateur de la poésie de Nizar Kabbani.

## Publications
- Population et société au Maghreb, Tunis, Cérès Production, coll. « Horizon maghrébin », 1977, 189 p.[8].